# Рупа (философия)

Рупа (IAST: rūpa, санскр. रूप; тайск. รูป) — в индийской философии — физически ощущаемая форма, наиболее близко к понятию материи в европейской философии.

## В буддизме
Рупа — объект внешних ощущений — протяжённая вселенная, в отличие от духовной. Все явления мира делятся на два класса:
1. рупино, имеющие форму — четыре стихии (махабхута) и их производные
2. арупино, не имеющие форму — модусы и фазы сознания.

В Палийском каноне встречается в следующих значениях:
- IAST: rūpa-khandha — «материальная форма» первый из пяти скандх.
- IAST: rūpa-āyatana — «видимые объекты», одна из шести внешних опор восприятия (Аятана).
- IAST: nāma-rūpa — буквально: «имя и форма» или «разум и тело» — четверное звено цепи взаимозависимого возникновения бытия, то что происходит от сознания и переходит в основу восприятия.